# 세라 카우스
세라 카우스(영어: Sarah Kauss, 1975년~)는 미국의 기업인으로 스테인리스강 물병 제조회사 스웰의 창립자이자 CEO이다.
하버드 경영대학원을 졸업한 그녀는 창업 이전에는 회계사 출신의 경영 컨설턴트 일을 했다. 그러나 2009년 대학 동창회에서 수자원 위기, 플라스틱 폐기물 문제에 관한 프레젠테이션을 보고 영감을 얻어 친환경 물병을 만들기로 마음 먹고, 이듬해 스웰을 창업한다. 스웰의 물병은 기존의 환경친화적인 물병의 기능을 유지하면서도 디자인에 신경 쓴 '패셔너블함'으로 큰 인기를 끌었다. 카우스는 2014년 포천지에서 선정한 '40세 이하 기업인 40인' 중 36위에 올랐다.